# Lopușanî, Zboriv
Lopușanî (în ucraineană Лопушани) este un sat în comuna Hukalivți din raionul Zboriv, regiunea Ternopil, Ucraina.

## Demografie
Componența lingvistică a localității Lopușanî
     Ucraineană (100%)
Conform recensământului din 2001, toată populația localității Lopușanî era vorbitoare de ucraineană (100%).